# 观尝龙胆
观尝龙胆（学名：Gentiana prolata）为龙胆科龙胆属的植物。分布于不丹以及中国大陆的西藏等地，生长于海拔3,800米至4,800米的地区，多生于高山草甸或灌丛草甸中。